# Suzy Exposito
Suzanne "Suzy" Exposito (1 de septiembre de 1989) es una escritora, música e ilustradora estadounidense. Trabaja como reportera de música en el periódico Los Angeles Times. Anteriormente se desempeñó como editora de música latina en la revista Rolling Stone. En mayo de 2020 se convirtió en la primera latina en escribir un artículo de portada para la publicación, que era un perfil del artista puertorriqueño Bad Bunny.
Sus artículos han aparecido en medios como Pitchfork, Revolver, Them y Teen Vogue. También contribuyó como ilustradora en las revistas Bitch y Rookie. Además, ha aparecido como oradora invitada en las conferencias Turning the Tables de NPR Music y StopSlut: A Conference on Sexuality, Bullying, and Rape.

## Primeros años
Exposito es mitad beliceña; su madre es originaria de aquel país. Su padre es cubanoestadounidense. En 2007, Exposito se graduó de la Escuela de Artes Douglas Anderson en Jacksonville, Florida. Luego asistió a la Parsons School of Design en Nueva York durante tres semestres, donde estudió ilustración. Posteriormente asistió al Eugene Lang College of Liberal Arts de Nueva York, donde se graduó en 2011 con un bachiller en escritura y una especialización en estudios de género.

## Carrera
Exposito empezó su carrera cuando aún estaba en la universidad, como voluntaria en el Willie Mae Rock Camp for Girls, también conocido como Girls Rock! Camp. Partió en 2009 y continuó participando como consejera de campamento y entrenadora de banda hasta 2018. También fue voluntaria en las organizaciones POC Zine Project, Planned Parenthood y Students Active for Ending Rape. Entre 2010 y 2015 fue la vocalista principal de la banda de punk feminista Shady Hawkins. En 2012, Exposito comenzó a escribir e ilustrar un cómic serial titulado "The Best Song Ever" para la revista Rookie; en 2013,  continuó con su función mientras trabajaba como asistente de edición en MTV World. En 2015 comenzó a trabajar como colaboradora en Rolling Stone. Tres años después fue ascendida al puesto de editora de música latina de la revista. En octubre de 2020 se convirtió en redactora del periódico Los Angeles Times.

## Filantropía
En 2020, en asociación con Tierra Narrative, Exposito ayudó a recaudar fondos para Centro Corona, un centro comunitario de Queens que brinda ayuda a los países centroamericanos afectados por el COVID-19.